# Sandile Shezi
 (mai 2018).
Sandile Shezi est un entrepreneur et escroc sud-africain.

## Biographie
Il est le plus jeune millionnaire sud-africain et est le fondateur du Global Forex Institute qui entend vulgariser la bourse et les marchés financiers.
Le 20 octobre 2021, il est arrêté pour fraude.